# Saison 2008 des Tigers de Détroit
La saison 2008 des Tigers de Détroit est la 108e saison en Ligue majeure pour cette franchise.

## La saison régulière

### Classement
| Ligue américaine (Division Centrale) | V  | D  | %     | GB   |
| ------------------------------------ | -- | -- | ----- | ---- |
| White Sox de Chicago                 | 89 | 74 | 0.540 | --   |
| Twins du Minnesota                   | 88 | 75 | 0.543 | 1    |
| Indians de Cleveland                 | 81 | 81 | 0.500 | 7.0  |
| Royals de Kansas City                | 75 | 87 | 0.463 | 13.0 |
| Tigers de Detroit                    | 74 | 87 | 0.460 | 13.5 |

## Statistiques individuelles

### Batteurs
Note: J = matches joués, AB = passage au bâton, H = coup sûr, Avg. = moyenne au bâton, HR = coup de circuit, RBI = point produit
| Joueur | J | AB | H | Avg. | HR | RBI |
| ------ | - | -- | - | ---- | -- | --- |

### Lanceurs partants
Note: J = matches joués, IP = manches lancées, V = victoires, D = défaites, ERA = moyenne de points mérités, SO = retraits sur prises
| Joueur | J | IP | V | D | ERA | SO |
| ------ | - | -- | - | - | --- | -- |

### Lanceurs de relève
Note: J = matches joués, SV = sauvetages, V = victoires, D = défaites, ERA = moyenne de points mérités, SO = retraits sur prises
| Joueur | J | SV | V | D | ERA | SO |
| ------ | - | -- | - | - | --- | -- |